# 6º Congresso degli Stati Uniti d'America
Il 6º Congresso degli Stati Uniti d'America, formato dal Senato e dalla Camera dei rappresentanti, si è riunito presso la Congress Hall di Filadelfia e poi a Washington, D.C. dal 4 marzo 1799 al 4 marzo 1801 durante gli ultimi due anni della presidenza di John Adams. In questo Congresso il Partito Federalista ha riottenuto il controllo della Camera dei rappresentanti, avendo già il controllo del Senato. Fu l'ultimo Congresso in cui il Partito Federalista ebbe il controllo sia delle due assemblee del Congresso che della presidenza.

## Contesto ed eventi importanti
Mentre la missione diplomatica statunitense cerca di evitare che deflagri un conflitto vero e proprio con la Francia, il Congresso si trasferisce nel 1800 definitivamente nel Campidoglio a Washington, D.C. Intanto, nel novembre 1800, le elezioni presidenziali non esprimono una maggioranza assoluta tra Thomas Jefferson e Aaron Burr. Secondo le norme costituzionali vigenti al tempo, la scelta fra i due passa alla Camera dei rappresentanti, che il 17 febbraio 1801 elegge Thomas Jefferson come nuovo presidente degli Stati Uniti.

### Cronologia
- 14 dicembre 1799 - Muore a 67 anni l'ex presidente George Washington.
- 24 febbraio 1800 - Viene fondata la Biblioteca del Congresso, la più antica istituzione culturale degli Stati Uniti.
- 17 novembre 1800 - Il Congresso si riunisce per la prima volta nella nuova e definitiva sede del Campidoglio a Washington, D.C..
- 27 gennaio 1801 - John Marshall viene eletto per acclamazione come 4º presidente della Corte suprema degli Stati Uniti (che rimarrà in carica fino alla sua morte, nel 1835).
- 17 febbraio 1801 - Le elezioni presidenziali del 1800 non esprimono una scelta chiara fra i due principali candidati alla carica, Thomas Jefferson e Aaron Burr. La Costituzione di allora prevede che il compito di nominare il nuovo presidente passi alla Camera dei rappresentanti, riunita per delegazioni statali. Alla 36ª votazione viene eletto Thomas Jefferson per 10 voti a favore e 4 contrari (con due delegazioni statali astenute)[1][2].

| Stati per Jefferson | Stati per Burr                                               | Stati astenuti (scheda bianca) |
| --- | ------------------------------------------------------------ | ------------------------------ |
| - Georgia - Kentucky - Maryland - New Jersey - New York - Carolina del Nord - Pennsylvania - Tennessee - Vermont - Virginia | - Connecticut - Massachusetts - New Hampshire - Rhode Island | - Delaware - Carolina del Sud  |
| Totale: 10 (63%) | Totale: 4 (25%)                                              | Totale: 2 (12%)                |

## Atti legislativi più importanti approvati
- 13 febbraio 1801: 2 Stat. 89, ch. 4 (An Act to provide for the more convenient organization of the Courts of the United States) - La legge riforma in maniera incisiva il sistema giudiziario statunitense.
- 27 febbraio 1801: 2 Stat. 103, ch. 15 (An Act concerning the District of Columbia) -  La legge istituisce il District of Columbia da terre donate dalla Virginia e dal Maryland e lo pone sotto il controllo diretto del Congresso, creando una porzione di territorio non appartenente a nessuno stato e amministrato dallo stesso Congresso (soltanto nel 1871 verrà creato un governo municipale).

## Territori
- 4 luglio 1800: Viene istituito il Territorio dell'Indiana.

## Partiti

### Senato
|                               | Partiti         | Partiti |         |   |
| ----------------------------- | --------------- | ------- | ------- | - |
|                               |                 |         |         |   |
| Democratico-Repubblicano (DR) | Federalista (F) | Totali  | Vacanti |   |
| Congresso precedente          | 9               | 22      | 31      | 1 |
|                               |                 |         |         |   |
| Inizio                        | 9               | 22      | 31      | 1 |
| Fine                          | 11              | 21      | 32      | 0 |
| % Fine                        | 34,4%           | 65,6%   |         |   |
|                               |                 |         |         |   |
| Inizio Congresso successivo   | 17              | 15      | 32      | 0 |

### Camera dei rappresentanti
|                             | Partiti                       | Partiti         |        |         |
| --------------------------- | ----------------------------- | --------------- | ------ | ------- |
|                             |                               |                 |        |         |
|                             | Democratico-Repubblicano (DR) | Federalista (F) | Totali | Vacanti |
| Congresso precedente        | 50                            | 56              | 106    | 0       |
|                             |                               |                 |        |         |
| Inizio                      | 46                            | 60              | 106    | 0       |
| Fine                        | 49                            | 56              | 105    | 1       |
| % Fine                      | 46,7%                         | 53,3%           |        |         |
|                             |                               |                 |        |         |
| Inizio Congresso successivo | 72                            | 33              | 105    | 1       |

## Leadership

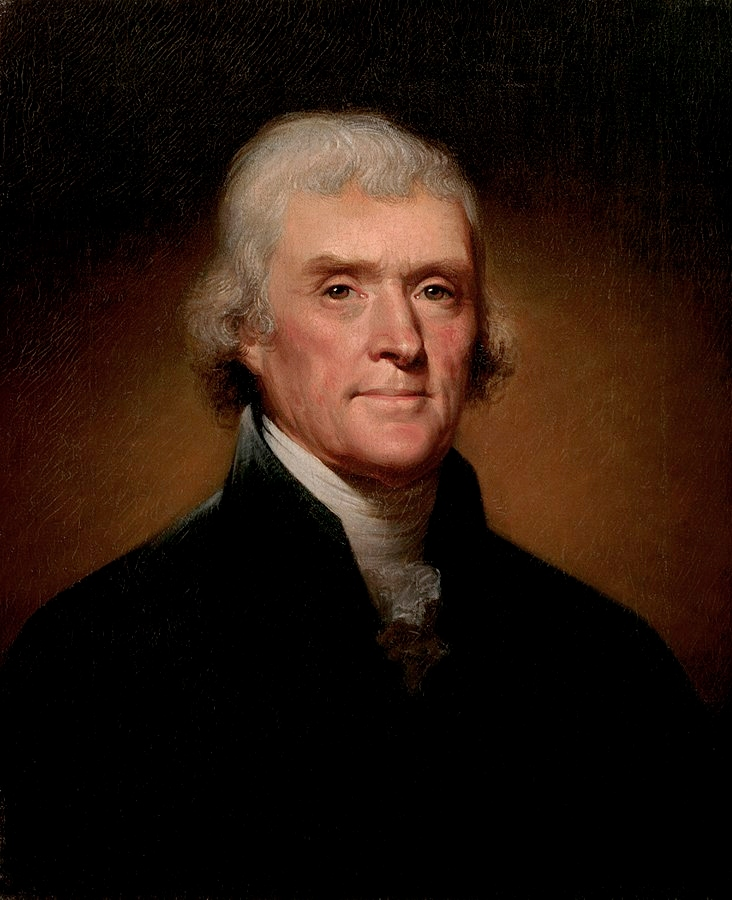
Il presidente del Senato (poi diventato Presidente degli Stati Uniti) Thomas Jefferson.

### Senato
- Presidente: Thomas Jefferson (DR)
- Presidente pro tempore:
  - Samuel Livermore (F), eletto il 2 dicembre 1799
  - Uriah Tracy (F), eletto il 14 maggio 1800
  - John E. Howard (F), eletto il 21 novembre 1800
  - James Hillhouse (F), eletto il 28 febbraio 1801

### Camera dei rappresentanti
- Speaker: Theodore Sedgwick (F)

## Membri

### Senato

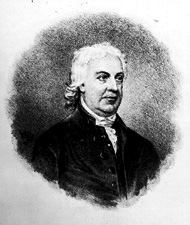
Il presidente pro tempore del Senato Samuel Livermore.

I senatori sono eletti ogni due anni, e ad ogni Congresso soltanto un terzo di esso viene rinnovato. Prima del nome di ogni senatore viene indicata la "classe", ovvero il ciclo di elezioni in cui è stato eletto. Nel 6º Congresso furono sottoposti ad elezione i senatori di classe 3.
Carolina del Nord
- 2. Jesse Franklin (DR)
- 3. Timothy Bloodworth (DR)

Carolina del Sud
- 2. Charles Pinckney (DR)
- 3. Jacob Read (F)

Connecticut
- 1. James Hillhouse (F)
- 3. Uriah Tracy (F)

Delaware
- 1. Henry Latimer (F), fino al 28 febbraio 1801

     Samuel White (F), dal 28 febbraio 1801
- 2. William H. Wells (F)

Georgia
- 2. Abraham Baldwin (DR)
- 3. James Gunn (F)

Kentucky
- 2. John Brown (DR)
- 3. Humphrey Marshall (F)

Maryland
- 1. John Eager Howard (F)
- 3. James Lloyd (F), fino al 1º dicembre 1800

     William Hindman (F), dal 12 dicembre 1800
Massachusetts
- 1. Benjamin Goodhue (F), fino all'8 novembre 1800

     Jonathan Mason (F), dal 14 novembre 1800
- 2. Samuel Dexter (F), fino al 30 maggio 1800

     Dwight Foster (F), dal 6 giugno 1800
New Hampshire
- 2. Samuel Livermore (F)
- 3. John Langdon (DR)

New Jersey
- 1. James Shureman (F), fino al 16 febbraio 1801

     Aaron Ogden (F), dal 28 febbraio 1801
- 2. Jonathan Dayton (F)

New York
- 1. James Watson (F), fino al 19 marzo 1800

     Gouverneur Morris (F), dal 3 aprile 1800
- 3. John Laurance (F), fino all'agosto 1800

     John Armstrong, Jr. (DR), dal 6 novembre 1800
Pennsylvania
- 1. James Ross (F)
- 3. William Bingham (F)

Rhode Island
- 1. Theodore Foster (F)
- 2. Ray Greene (F)

Tennessee
- 1. Joseph Anderson (DR)
- 2. William Cocke (DR)

Vermont
- 1. Nathaniel Chipman (F)
- 3. Elijah Paine (F)

Virginia
- 1. Stevens Mason (DR)
- 2. Wilson Nicholas (DR), dal 5 dicembre 1799

### Camera dei rappresentanti

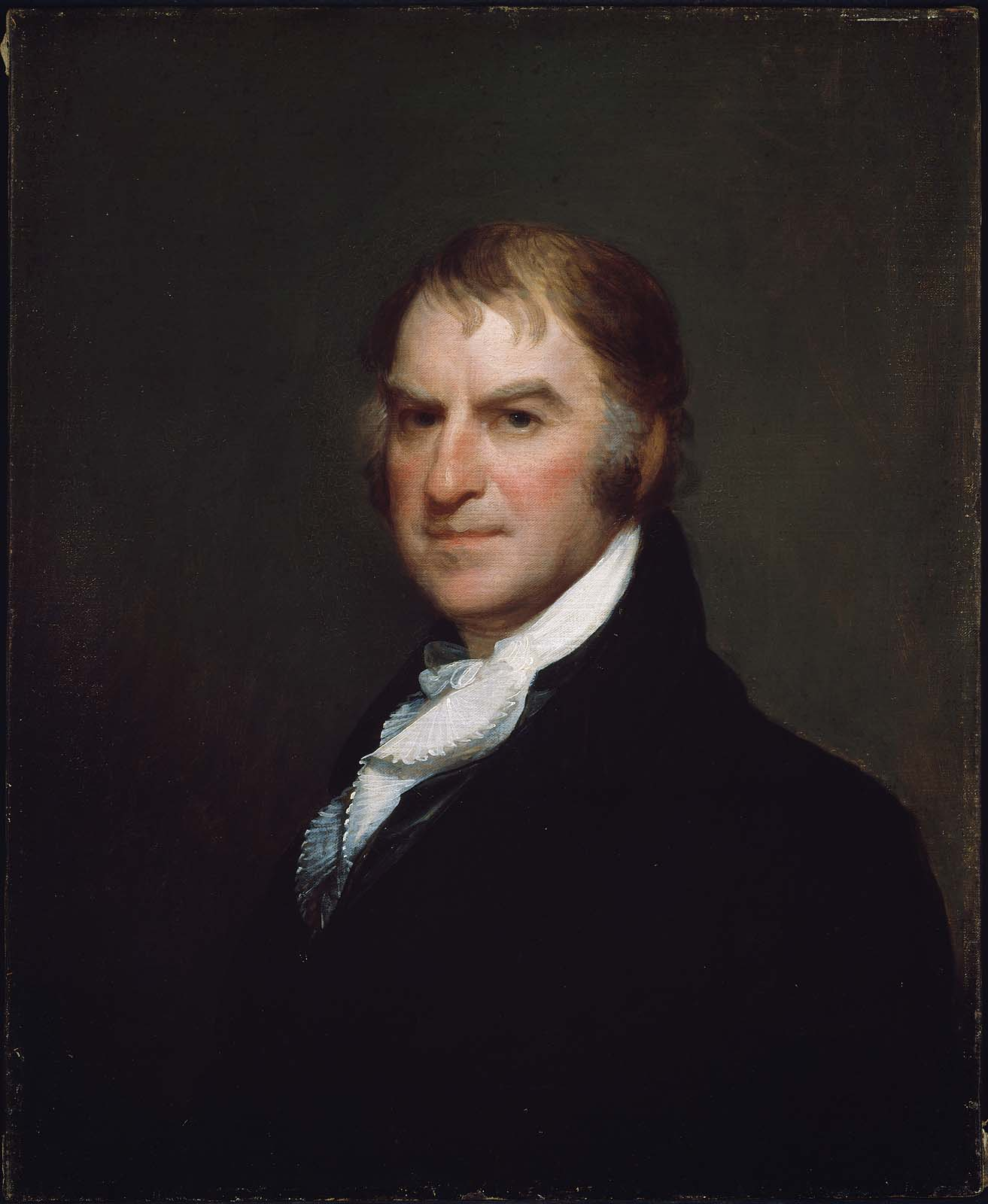
Lo speaker della Theodore Sedgwick.

Nell'elenco, prima del nome del membro, viene indicato il distretto elettorale di provenienza o se quel membro è stato eletto in un collegio unico (at large).
Carolina del Nord
- 1. Joseph Dickson (F)
- 2. Archibald Henderson (F)
- 3. Robert Williams (DR)
- 4. Richard Stanford (DR)
- 5. Nathaniel Macon (DR)
- 6. William H. Hill (F)
- 7. William Barry Grove (F)
- 8. David Stone (DR)
- 9. Willis Alston (DR)
- 10. Richard D. Spaight (DR)

Carolina del Sud
- 1. Thomas Pinckney (F)
- 2. John Rutledge, Jr. (F)
- 3. Benjamin Huger (F)
- 4. Thomas Sumter (DR)
- 5. Robert G. Harper (F)
- 6. Abraham Nott (F)

Connecticut
- At-large. Jonathan Brace (F)

     John Cotton Smith (F), dal 17 novembre 1800
- At-large. Samuel W. Dana (F)
- At-large. John Davenport (F)
- At-large. William Edmond (F)
- At-large. Chauncey Goodrich (F)
- At-large. Elizur Goodrich (F)
- At-large. Roger Griswold (F)

Delaware
- At-large. James A. Bayard (F)

Georgia
- At-large. James Jones (F), fino all'11 gennaio 1801

     Vacante dall'11 gennaio 1801
- At-large. Benjamin Taliaferro (F)

Kentucky
- 1. Thomas T. Davis (DR)
- 2. John Fowler (DR)

Maryland
- 1. George Dent (F)
- 2. John C. Thomas (F)
- 3. William Craik (F)
- 4. George Baer, Jr. (F)
- 5. Samuel Smith (DR)
- 6. Gabriel Christie (DR)
- 7. Joseph H. Nicholson (DR)
- 8. John Dennis (F)

Massachusetts
- 1. Theodore Sedgwick (F)
- 2. William Shepard (F)
- 3. Samuel Lyman (F), fino al 6 novembre 1800

     Ebenezer Mattoon (F), dal 2 febbraio 1801
- 4. Dwight Foster (F), fino al 6 giugno 1800

     Levi Lincoln, Sr. (DR), dal 15 dicembre 1800
- 5. Lemuel Williams (F)
- 6. John Reed, Sr. (F)
- 7. Phanuel Bishop (DR)
- 8. Harrison G. Otis (F)
- 9. Joseph B. Varnum (DR)
- 10. Samuel Sewall (F), fino al 10 gennaio 1800

     Nathan Read (F), fino al 25 novembre 1800
- 11. Bailey Bartlett (F)
- 12. Silas Lee (F)
- 13. Peleg Wadsworth (F)
- 14. George Thatcher (F)

New Hampshire
- At-large. Abiel Foster (F)
- At-large. Jonathan Freeman (F)
- At-large. William Gordon (F), fino al 12 giugno 1800

     Samuel Tenney (F), dall'8 dicembre 1800
- At-large. James Sheafe (F)

New Jersey
- At-large. John Condit (DR)
- At-large. Aaron Kitchell (DR)
- At-large. James Linn (DR)
- At-large. James H. Imlay (F)
- At-large. Franklin Davenport (F)

New York
- 1. Jonathan Havens (DR), fino al 25 ottobre 1799

     John Smith (DR), dal 27 febbraio 1800
- 2. Edward Livingston (DR)
- 3. Philip Van Cortlandt (DR)
- 4. Lucas C. Elmendorf (DR)
- 5. Theodorus Bailey (DR)
- 6. John Bird (F)
- 7. John Thompson (DR)
- 8. Henry Glen (F)
- 9. Jonas Platt (F)
- 10. William Cooper (F)

Pennsylvania
- 1. Robert Waln (F)
- 2. Michael Leib (DR)
- 3. Richard Thomas (F)
- 4. Robert Brown (DR)
- 4. Peter Muhlenberg (DR)
- 5. Joseph Hiester (DR)
- 6. John A. Hanna (DR)
- 7. John W. Kittera (F)
- 8. Thomas Hartley (F), fino al 21 dicembre 1800

     John Stewart (DR), dal 15 gennaio 1801
- 9. Andrew Gregg (DR)
- 10. Henry Woods (F)
- 11. John Smilie (DR)
- 12. Albert Gallatin (DR)

Rhode Island
- At-large. John Brown I (F)
- At-large. Christopher G. Champlin (F)

Tennessee
- At-large. William C.C. Claiborne (DR)

Vermont
- 1. Matthew Lyon (DR)
- 2. Lewis R. Morris (F), dal 24 maggio 1797

Virginia
- 1. Robert Page (F)
- 2. David Holmes (DR)
- 3. George Jackson (DR)
- 4. Abram Trigg (DR)
- 5. John J. Trigg (DR)
- 6. Matthew Clay (DR)
- 7. John Randolph (DR)
- 8. Samuel Goode (DR)
- 9. Joseph Eggleston (DR)
- 10. Edwin Gray (DR)
- 11. Josiah Parker (F)
- 12. Thomas Evans (F)
- 13. John Marshall (F), fino al 7 giugno 1800

     Littleton W. Tazewell (DR), dal 26 novembre 1800
- 14. Samuel J. Cabell (DR)
- 15. John Dawson (DR)
- 16. Anthony New (DR)
- 17. Leven Powell (F)
- 18. John Nicholas (DR)
- 19. Henry Lee (F)

#### Membri non votanti
Territorio del nord-ovest
- William Henry Harrison (DR), fino al 14 maggio 1800

     William McMillian (F), dal 24 novembre 1800

## Cambiamenti nella rappresentanza

### Senato
| Stato (classe)    | Membro precedente    | Ragione del cambiamento                                                       | Successore               | Data della successione                     |
| ----------------- | -------------------- | ----------------------------------------------------------------------------- | ------------------------ | ------------------------------------------ |
| Virginia (2)      | Seggio vacante       | Henry Tazewell (DR) è deceduto prima dell'inizio dei lavori del 6º Congresso. | Wilson Nicholas (DR)     | Eletto il 5 dicembre 1977                  |
| New York (1)      | James Watson (F)     | Watson si è dimesso il 19 marzo 1800.                                         | Gouverneur Morris (F)    | Eletto il 3 aprile 1800                    |
| Massachusetts (2) | Samuel Dexter (F)    | Dexter si è dimesso il 30 maggio 1800.                                        | Dwight Foster (F)        | Eletto il 6 giugno 1800                    |
| New York (3)      | John Laurance (F)    | Laurance si è dimesso nell'agosto 1800.                                       | John Armstrong, Jr. (DR) | Eletto il 6 novembre 1800                  |
| Massachusetts (1) | Benjamin Goodhue (F) | Goodhue si è dimesso l'8 novembre 1800.                                       | Jonathan Mason (F)       | Eletto il 14 novembre 1800                 |
| Maryland (3)      | James Lloyd (F)      | Lloyd si è dimesso il 1º dicembre 1800.                                       | William Hindman (F)      | Eletto il 12 dicembre 1800                 |
| New Jersey (1)    | James Shureman (F)   | Shureman si è dimesso il 16 febbraio 1801.                                    | Aaron Ogden (F)          | Eletto il 28 febbraio 1801                 |
| Delaware (1)      | Henry Latimer (F)    | Latimer si è dimesso il 28 febbraio 1801.                                     | Samuel White (F)         | White è stato nominato il 28 febbraio 1801 |

### Camera dei rappresentanti
| Distretto                    | Membro precedente      | Ragione del cambiamento                                                                                         | Successore                 | Data della successione |
| ---------------------------- | ---------------------- | --- | -------------------------- | ---------------------- |
| 1° New York                  | Jonathan Havens (DR)   | Havens è deceduto il 25 ottobre 1799.                                                                           | John Smith (DR)            | 27 febbraio 1800       |
| At-large Northwest Territory | William Henry Harrison | Harrison si è dimesso 14 maggio 1800 per assumere la carica di governatore del Territorio dell'Indiana.         | William McMillian          | 24 novembre 1800       |
| At-large Connecticut         | Jonathan Brace (F)     | Brace si è dimesso nel 1800.                                                                                    | John Cotton Smith (F)      | 17 novembre 1800       |
| 10° Massachusetts            | Samuel Sewall (F)      | Sewall si è dimesso il 10 gennaio 1800 per assumere la carica di giudice della Corte suprema del Massachusetts. | Nathan Read (F)            | 25 novembre 1800       |
| 4° Massachusetts             | Dwight Foster (F)      | Foster si è dimesso il 6 giugno 1800, avendo ottenuto un seggio in Senato.                                      | Levi Lincoln, Sr. (DR)     | 15 dicembre 1800       |
| 13° Virginia                 | John Marshall (F)      | Marshall si è dimesso il 7 giugno 1800 per assumere la carica di Segretario di Stato.                           | Littleton W. Tazewell (DR) | 26 novembre 1800       |
| At-large New Hampshiree      | William Gordon (F)     | Gordon si è dimesso il 12 giugno 1800, dovendo assumere la carica di Procuratore generale del New Hampshire.    | Samuel Tenney (F)          | 8 dicembre 1800        |
| 3° Massachusetts             | Samuel Lyman (F)       | Lyman si è dimesso il 6 novembre 1800.                                                                          | Ebenezer Mattoon (F)       | 2 febbraio 1801        |
| 8° Pennsylvania              | Thomas Hartley (F)     | Hartley è deceduto il 21 dicembre 1800.                                                                         | John Stewart (DR)          | 3 febbraio 1801        |
| At-large Georgia             | James Jones (F)        | Jones è deceduto l'11 gennaio 1801.                                                                             | Seggio vacante             |                        |

## Comitati
Qui di seguito si elencano i singoli comitati e i presidenti di ognuno (se disponibili).

### Senato
- Whole

### Camera dei rappresentanti
- Claims
- Commerce and Manifactures
- Elections
- Revisal and Unfinished Business
- Rules (select committee)
- Standards of Official Conduct
- Ways and Means
- Whole

### Comitati bicamerali (Joint)
- Enrolled Bills